# (10649) VOC
(10649) VOC (4098 P-L) – planetoida z pasa głównego asteroid okrążająca Słońce w ciągu 4,72 lat w średniej odległości 2,81 j.a. Odkryta 24 września 1960 roku.